# 轉 (吳國)
轉（？—？），是周朝时期吳國的君主之一，為吳國第十五任君主，承襲父亲禽處擔任吳國君主。转死后，儿子頗高继位。